# Ektropij
Ektropij je poremećaj položaja kapka gdje je rub kapka izvrnut prema van. Donji kapak zahvaćen je znatno češće od gornjega. Najčešće se javlja kod starijih ljudi, kao posljedica staračkih degenerativnih promjena u vezivnoj strukturi kapka. Također može biti uzrokovan ožiljkom nakon ozljede kapka ili oštećenja oživčenja kapka (kljenut ličnog živca). Kod djece je veoma rijedak, primjerice, kod novorođenčadi oboljele od harlekinske ihtioze.

## Liječenje
Ektropij se liječi kirurški. Malen dio kapka klinasto se izreže, a rubovi rane zašiju, čime se rub kapka skrati i vrati u normalan položaj.

## Druge vrste

### Psi
Ektropij u pasa javlja se kod pasa kao genetski poremećaj u nekih pasmina, a najčešće kod koker španijela, bernardinca, krvosljednika i basseta. Osim vidljivog izvrnutog ruba, javlja se i pojačano suzenje te podražaj spojnice oka. 
Kirurška terapija se preporučuje jedino ako se jave kronični konjuktivitis ili oštećenje rožnice.
|  | Molimo pročitajte upozorenje o korištenju medicinskih informacija. Ne provodite liječenje bez savjetovanja s liječnikom! |